# Tetramethylethylendiamin
N,N,N′,N′-Tetramethylethylendiamin (TMEDA) ist eine chemische Verbindung aus der Gruppe der aliphatischen Amine.

## Eigenschaften
N,N,N′,N′-Tetramethylethylendiamin ist eine leichtentzündliche, klare, farblose Flüssigkeit mit aminartigem Geruch, welche leicht löslich in Wasser ist. Sie zersetzt sich bei Erhitzung, wobei Stickoxide, Kohlenmonoxid und Kohlendioxid entstehen.

## Verwendung
Tetramethylethylendiamin ist ein Polymerisationskatalysator. Es wird daher beispielsweise zusammen mit Ammoniumpersulfat zur Polymerisation von Acrylamid bei der Anfertigung von Polyacrylamidgelen eingesetzt.
TMEDA wird außerdem als Deaggregations-Additiv in Lithiierungsreaktionen verwendet. So ermöglicht die Zugabe von TMEDA hohe Umsätze bei der Ortholithiierung von Benzylalkohol mit n-BuLi in n-Hexan.

## Sicherheitshinweise
Die Dämpfe von N,N,N′,N′-Tetramethylethylendiamin können mit Luft ein explosionsfähiges Gemisch (Flammpunkt 19 °C, Zündtemperatur 145 °C) bilden.